# Klementinum (planetka)
(3386) Klementinum - je planetka z hlavního pásu, která oběhne Slunce za 4 roky a 286 dní v průměrné vzdálenosti 2,84 AU. Byla objevena 16. března 1980 na hvězdárně Kleť u Českých Budějovic astronomem Ladislavem Brožkem. Planetka nese jméno podle pražského Klementina, bývalé jezuitské koleje na Starém Městě pražském, na počest jeho významu pro rozvoj vědy a astronomie. Před obdržením svého definitivního označení nesla prozatímní označení (3386) 1980 FA.

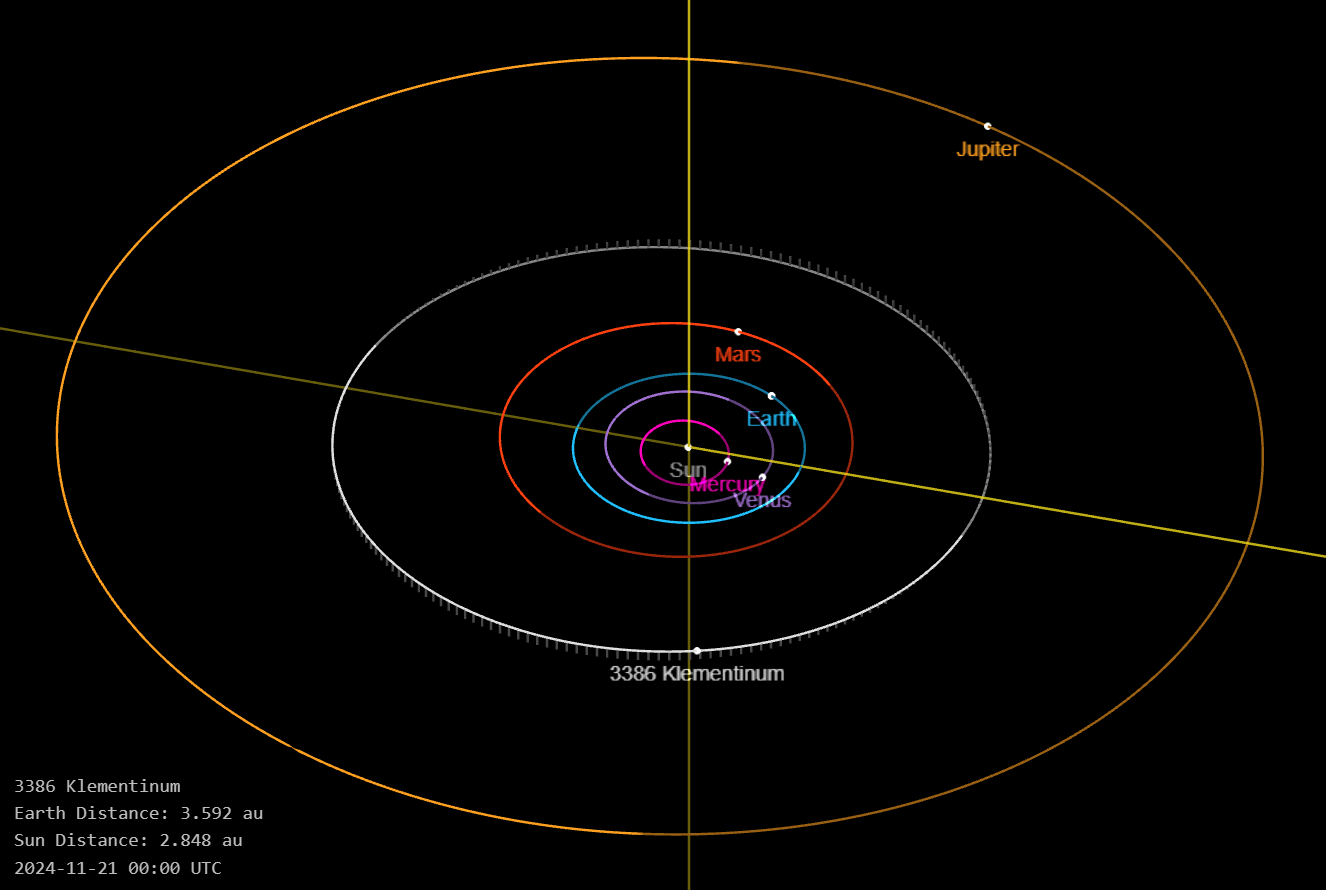
Orbita planetky 3386 Klementinum v hlavním pásu planetek mezi drahami Marsu a Jupitera